# Palicus cortezi
Palicus cortezi är en kräftdjursart som först beskrevs av Jocelyn Crane 1937.  
Palicus cortezi ingår i släktet Palicus och familjen Palicidae. Inga underarter finns listade i Catalogue of Life.